# さいたまに子
さいたまに子（さいたまにこ）は、日本の新聞社・埼玉新聞社がスタッフを募集した広告に掲載された図を初出とするキャラクター。お団子頭にアホ毛、片目をつむり舌を出し、ノースリーブシャツにネクタイ、伸縮自在のスカート、白い手袋に白い靴を特徴とする。現在は埼玉のサブカルチャーに特化した特集紙面「サイタマニア」のイメージキャラクター。通称はまに子。

## 来歴
埼玉新聞社は埼玉県の緊急雇用創出基金事業に基づいて、「アニメとスマートフォンを活用した観光誘客事業」の編集スタッフ3人、SE（システムエンジニア）2人の契約社員を2012年8月27日の埼玉新聞紙面にて募集した。これに際して「オタ就活」と題した紙面に掲載されたイラストが、このキャラクターの初出である。イラストの右には「問 この絵を見てどう思いましたか。」下には「答 ①フツーにかわいい ②どこかで見たことがある ③何だかイラッときた」のキャッチコピーが付けられていた。
この募集広告が公開された後、同様の広告から誕生した神戸新聞社の「いまいち萌えない娘」のパクリではないかと各種ネットニュースで話題になった。「答 ③」の「何だかイラッときた」から「ちょっとイラッとする娘」（別称「いら子」）と呼ばれるようになった。
2013年3月23、24日 東京国際アニメフェア2013にパネルを出展。
2013年9月1日 鷲宮神社の土師祭で行われた女装コスプレコンテストに、超ショートフラッシュアニメでさいたまに子の声を担当し公式コスプレイヤーも務める小新井涼が、さいたまに子のコスプレで司会者を務めた。また同時にさいたまに子フォトコンテストも開催された。
2013年10月10日 第一回アニ玉祭のプレイベントがスカイツリーで行われ、小新井涼がさいたまに子で司会を務めた。
2014年8月20日、萌えキャラ学会の正会員となった。

## デザイン
拝身朋幸のイラストを元に、お団子頭と手袋と靴を引き継いでリライトされた。